# يوجنورالسك
يوجنورالسك (بالروسية: Южноуральск) هي إحدى مدن روسيا في الكيان الفدرالي الروسي تشيليابينسك أوبلاست.